# Bataille de Methven
Pour les articles homonymes, voir Methven (homonymie).
Première guerre d'indépendance de l'Écosse
Batailles
La bataille de Methven est une bataille qui eut lieu le 19 juin 1306 près de Methven.
Ce fut un engagement militaire de la première guerre pour l'indépendance écossaise (1296-1328). Il opposa les troupes de l'Angleterre commandées par Aymar de Valence qui marchent vers le nord et qui après avoir occupé Perth mettent en déroute l'armée du nouveau roi Robert Ier d'Écosse.

## La mort de Comyn
En février 1306, Robert Bruce et ses partisans tuent John III Comyn dans l'église des franciscains de Dumfries. Bruce et Comyn ont par le passé été tous deux forcés de reconnaître le roi d'Angleterre Édouard Ier comme souverain d'Écosse, mais il est devenu évident qu'ils veulent tous deux s'emparer du trône. D'après le poème The Brus de John Barbour, Comyn et Bruce ont négocié un accord selon lequel Comyn trahirait Édouard. Cependant, Bruce craint que Comyn ne veuille l'empêcher de s'emparer de la couronne d'Écosse, ce qui conduit au meurtre de ce dernier. Bruce est ensuite couronné roi d'Écosse à Scone le 25 mars 1306.

## La préparation d'ÉdouardIer
Le meurtre de Comyn surprend complètement Édouard Ier. La nouvelle met cependant treize jours à parvenir à la cour d'Angleterre à Winchester. Édouard réagit prudemment au début mais le 5 avril il nomme Aymar de Valence, le beau-frère de Comyn, lieutenant spécial en Écosse avec les pleins pouvoirs contre Robert Bruce.
À Westminster le 22 mai, Édouard adoube son fils, le prince de Galles, et 266 autres jeunes nobles en préparation à la guerre en Écosse. Un banquet eut lieu après la cérémonie durant lequel deux cygnes sont présentés au roi. Édouard jure par le Dieu du Ciel et ces cygnes de venger la mort de Comyn. Les chevaliers présents font le même serment.

## Methven

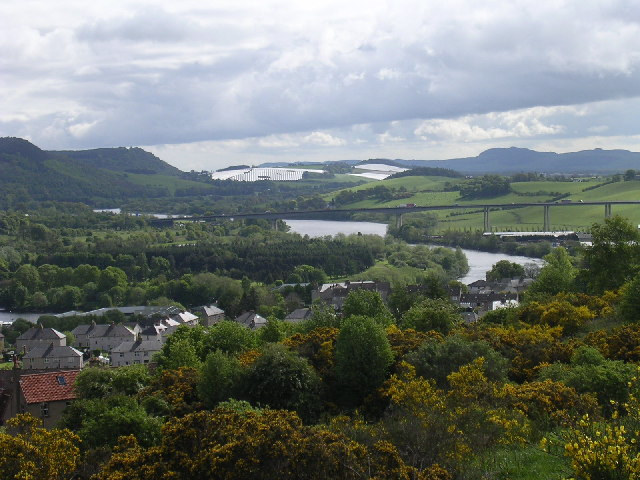
Photographie de la vallée de Tay et de la Tay River, au Sud de Perth, et là où Valence prévoyait possiblement de combattre.

En Écosse, Robert Bruce est déjà engagé dans une guerre civile contre la famille et les partisans de John Comyn. Son couronnement en mars 1306 lui a donné une certaine légitimité mais sa position reste incertaine.
Valence se déplace rapidement et se trouve au début de l'été à Perth, où il est rejoint par des partisans de Comyn. Bruce vient de l'ouest, prêt à affronter les Anglais. Il invite Valence à quitter Perth et à l'affronter sur un champ de bataille mais ce dernier refuse. Bruce, interprétant cette réponse comme un signe de faiblesse, retire son armée à Methven. Avant l'aube du 19 juin, son armée est prise par surprise et détruite. Bruce s'échappe avec quelques proches dans les Highlands.